# Janus Lutma

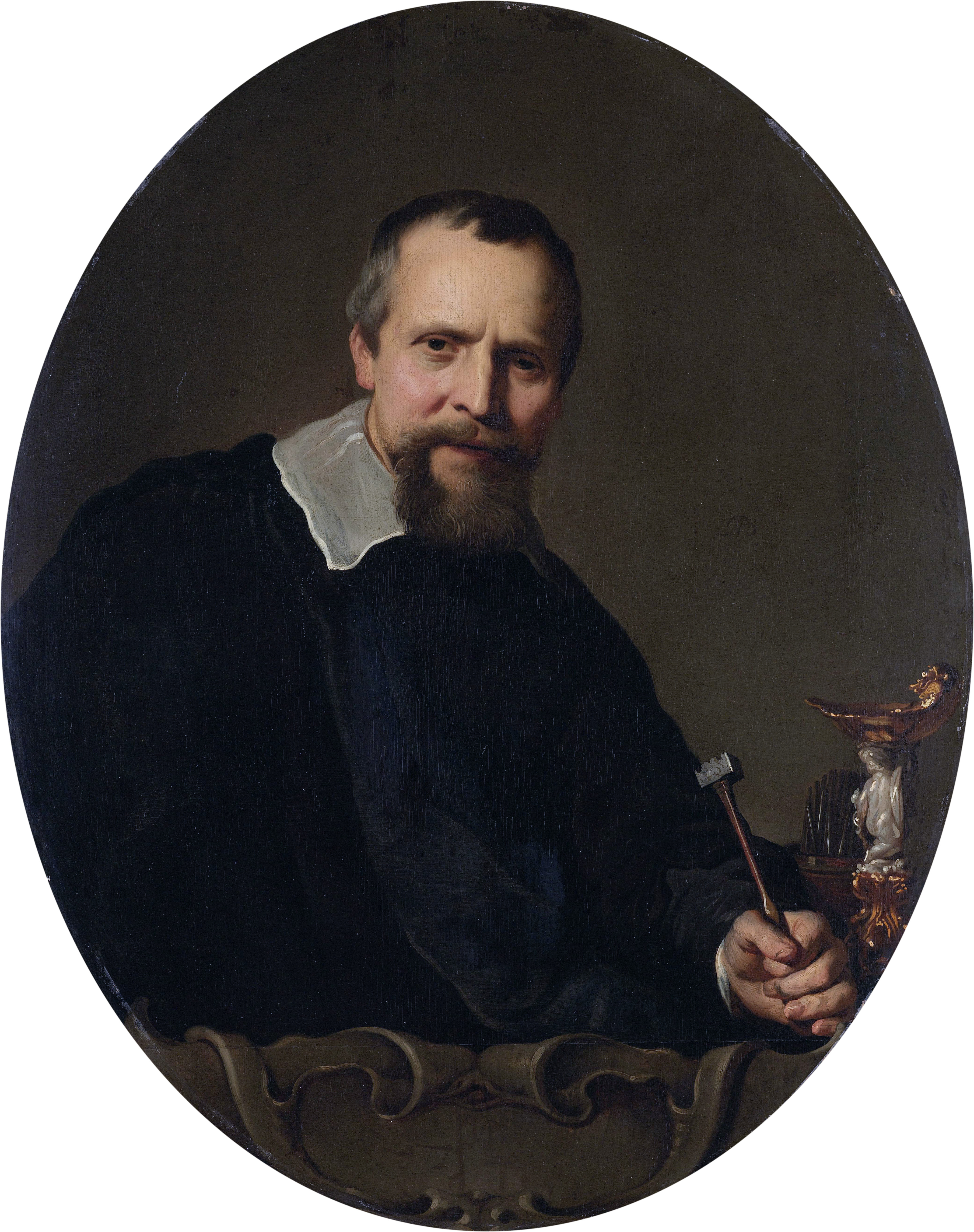
Jacob Backer, Johannes Lutma

Janus Lutma albo Johannes Lutma (ur. ok. 1584 w Emden zm. w styczniu 1669 w Amsterdamie).
Złotnik holenderski.
Wiadomo, że w 1615 r. był w Paryżu. Od roku 1621 pracował w Amsterdamie, gdzie był członkiem cechu.
Przyjaźnił się z Rembrandtem.